# واترپلو در المپیک تابستانی ۱۹۶۴
واترپلو در بازی‌های المپیک تابستانی ۱۹۶۴ نام رویداد ورزش واترپلو در بازی‌های المپیک تابستانی بود که در سال ۱۹۶۴ برگزار شد.